# Masaki Yanagawa
Masaki Yanagawa (柳川 雅樹?, Yanagawa Masaki; Hyogo, 1º maggio 1987) è un allenatore di calcio ed ex calciatore giapponese, di ruolo difensore, tecnico del J-Lease.

## Carriera
Nella sua carriera agonistica ha militato nel Vissel Kobe, nel Ventforet Kofu, nel Thespa Kusatsu e nel Tochigi. In tutto, conta 14 presenze nella prima divisione giapponese, cui si aggiungono svariate presenze nella prima divisione filippina.